# إل. أي. ريد
إل. أي. ريد (بالإنجليزية: L.A. Reid) هو كاتب أغاني وملحن ومنتج أسطوانات أمريكي، ولد في 7 يونيو 1956 في سينسيناتي في الولايات المتحدة.

## وصلات خارجية
- إل. أي. ريد على موقع IMDb (الإنجليزية)
- إل. أي. ريد على موقع ميوزك برينز (الإنجليزية)
- إل. أي. ريد على موقع ديسكوغز (الإنجليزية)
- إل. أي. ريد على موقع ديسكوغز (الإنجليزية)
- إل. أي. ريد على موقع قاعدة بيانات الفيلم (الإنجليزية)